# Peter Hofmann (Theologe)

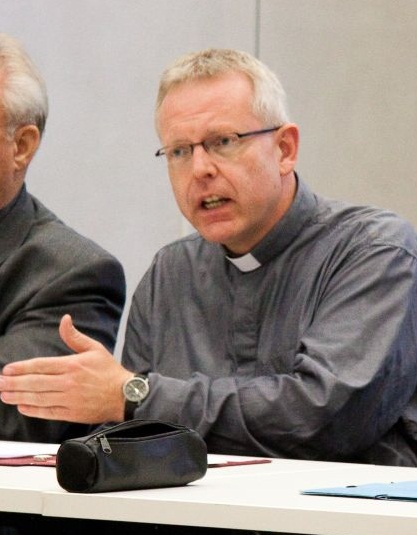
Peter Hofmann (2011)

Peter Maria Hofmann (* 18. Juli 1958 in Hildesheim) ist ein deutscher katholischer Theologe und Hochschullehrer.

## Biographie
Nach dem Studium der katholischen Theologie an der Hochschule Sankt Georgen wurde er 1987 bei Jörg Splett mit einer Dissertation über das Thema „Glaubensbegründung“ promoviert. Nach der Priesterweihe im selben Jahr durch Bischof Josef Homeyer für das Bistum Hildesheim war er Kaplan in St. Heinrich, Schulseelsorger an der St. Ursula-Schule Hannover, Pfarrer und Hochschulpfarrer in Hannover. Er habilitierte sich 2001 mit einer Arbeit über Goethes Theologie bei Jürgen Werbick an der Universität Münster und lehrte dort als Privatdozent (Venia Legendi für Fundamentaltheologie).
Von 2005 bis 2010 war er Professor für Dogmatik und Fundamentaltheologie an der Universität Koblenz-Landau. Im Sommer 2010 folgte er einem Ruf an die Universität Augsburg, wo er an der Katholisch-Theologischen Fakultät als Nachfolger von Klaus Kienzler den Lehrstuhl für Fundamentaltheologie übernahm.

## Forschungsschwerpunkte
- die Bildtheologie
- der Atheismus im Konzept einer antinomischen Theologie
- die kryptotheologischen Konzepte in Literatur, Kunst und Musik
- die Frage nach dem Proprium der Fundamentaltheologie
- die Theologie Joseph Ratzingers

## Profil
Hofmann bestimmt die Rationalität der Theologie im Blick auf transzendentalphilosophische Konzepte, vor allem aber aus der Kohärenz der Glaubensinhalte sowie aus der Plausibilität der Glaubensentscheidung und Glaubenserfahrung.
Angesichts der unlösbaren Theodizee-Problematik stellt sich die Frage, ob eine antinomische Theologie das Anliegen des Atheismus würdigen kann.
Außerdem sind Literatur, Kunst und Musik für Hofmann Orte theologischer Erkenntnis (Studien über Goethe, Richard Wagner, Theodor Fontane, Karl May, Gerhart Hauptmann, Johannes Brahms, Jean Sibelius, James Ensor, Dmitri Schostakowitsch, Arno Schmidt  u. a.).

## Mitgliedschaften
Hofmann gehört dem Kuratorium für das Institut Papst Benedikt XVI. in Regensburg sowie dem Fachbeirat des Jahrbuchs für  Fundamentaltheologie und Religiologie (Roczniki Theologii Fundamentalnej i Religiologii), Katholische Universität Lublin/Polen, an.
Er ist Mitglied der Johannes-Brahms-Gesellschaft Hamburg, der Karl-May-Gesellschaft und der Gesellschaft der Arno-Schmidt-Leser.

## Schriften
- Glaubensbegründung. Die Transzendentalphilosophie der Kommunikationsgemeinschaft in fundamentaltheologischer Sicht. (= Frankfurter theologische Studien Bd. 36), Frankfurt am Main 1988 (Dissertation).
- Goethes Theologie. Mit einem Geleitwort von Werner Keller. Paderborn 2001 (Habilitationsschrift).
- Richard Wagners politische Theologie. Paderborn 2003.
- Die Bibel ist die Erste Theologie. Ein fundamentaltheologischer Ansatz. Paderborn 2006.
- Katholische Dogmatik. (utb basics), Paderborn 2008.
- (Hrsg.): Joseph Ratzinger: Ein theologisches Profil. Paderborn 2008.
- Benedikt XVI. – Einführung in sein theologisches Denken. Paderborn 2009.
- mit Andreas Matena (Hrsg.): ChristusBild – icon + Ikone. Interdisziplinäre Wege zu Theorie und Theologie des Bildes. Paderborn 2010.
- mit Hanns-Gregor Nissing (Hrsg.): Dienst an der Wahrheit. Jörg Spletts Philosophie für die Theologie. Paderborn 2013.
- mit Klaus M. Becker und Jürgen Eberle (Hrsg.): Taufberufung und Weltverantwortung. 50 Jahre Zweites Vatikanisches Konzil. Paderborn 2013.
- mit Josip Gregur und Stefan Schreiber (Hrsg.): Kirchlichkeit und Eucharistie. Intradisziplinäre Beiträge der Theologie im Anschluss an 1 Kor 11,17-36. Regensburg 2013.
- Johannes Brinktrine: Die heilige Messe. Hrsg. u. eingeleitet von Peter Hofmann, Augsburg 2015.
- mit Justinus C. Pech (Hrsg.), Jörg Splett: Philosophie für die Theologie. Wien 2016.
- (Hrsg. u. a.): Joseph Ratzinger, Glaube in Schrift und Tradition. Zur Theologischen Prinzipienlehre (= Gesammelte Schriften Bd. 9). Freiburg i. Br. 2016 (mit Einleitung).
- Karl May und sein Evangelium. Theologischer Versuch über Hermeneutik und Camouflage. Paderborn 2016.
- BildTheologie. Position – Problem – Projekt. Paderborn 2016.